# Leskeaceae
Die Leskeaceae sind eine Laubmoos-Familie der Ordnung Hypnales. Sie ist benannt nach Nathanael Gottfried Leske (1751–1786), einem bedeutenden Naturforscher und Geologen. Er war Professor an der Universität Leipzig.

## Beschreibung
Die Pflanzen sind in der Regel klein bis mittelgroß, die Stämmchen niederliegend bis aufrecht und unregelmäßig oder regelmäßig verzweigt. Ein Zentralstrang im Stämmchenquerschnitt ist schwach oder nicht vorhanden. Paraphyllien und Pseudoparaphyllien können vorhanden sein oder fehlen. Die Blätter sind kurz bis lang zugespitzt und oft faltig. Die Laminazellen sind isodiametrisch bis linealisch-rautenförmig und glatt oder papillös. Blattflügelzellen sind mehr oder weniger differenziert und gewöhnlich quadratisch. Die Blattrippe ist normalerweise einfach und endet vor der Blattspitze.
Die Arten sind diözisch oder autözisch (Antheridien und Archegonien an verschiedenen Ästen an derselben Pflanze). Die Seta ist verlängert, oft verdreht, in der Regel glatt, die Sporenkapsel aufrecht, gerade oder gebogen, das Peristom ist oft reduziert.

## Verbreitung
Das Verbreitungsgebiet sind die tropischen bis gemäßigten Zonen der Nord- und Südhalbkugel. Die Moose sind Bodenbewohner oder Epiphyten.

## Systematik
Die Abgrenzung der Familie ist schwierig. Nach Frey/Fischer/Stech wurden mehrere traditionell zur Familie Leskeaceae gerechnete Gattungen in die Familien Pseudoleskeaceae und Pseudoleskeellaceae übertragen. Leskeaceae umfasst nunmehr weltweit 115 Arten in 15 Gattungen:
- Claopodium, 13 Arten
- Fabronidium, eine Art Fabronidium guatemaliense in Guatemala
- Leptocladium, eine Art Leptocladium sinense in China
- Leptopterigynandrum, 10 Arten in Amerika, Südafrika und Asien
- Leskea, 24 Arten
- Leskeadelphus, eine Art Leskeadelphus bolivianus in Südamerika
- Leskeella, 5 Arten
- Lindbergia, 19 Arten
- Mamillariella, eine Art Mamillariella geniculata in Ost-Russland
- Miyabea, 4 Arten
- Orthoamblystegium, eine Art Orthoamblystegium nipponicum, Ostasien
- Platylomella, eine Art Platylomella lescurii im östlichen Nordamerika
- Pseudoleskeopsis, 9 Arten
- Rozea, 7 Arten
- Schwetschkea, 18 Arten

In Deutschland, Österreich und der Schweiz kommt nur eine Art aus der Familie vor: Vielfrüchtiges Leskemoos, Leskea polycarpa.